# Travisia gigas
Travisia gigas är en ringmaskart som beskrevs av Hartman 1938. Travisia gigas ingår i släktet Travisia och familjen Opheliidae. Inga underarter finns listade i Catalogue of Life.